# Kevin Feige
Kevin Feige (ur. 2 czerwca 1973 w Bostonie) – amerykański producent filmowy. Od 2007 jest prezesem Marvel Studios. Wyprodukowane przez niego filmy osiągnęły łączny box office o wartości ponad 26 miliardów dolarów. Jest członkiem Producers Guild of America. Jego pradziadek Joseph Feige (Józef Fajge) pochodził z Polski (urodził się w Łodzi), skąd wyemigrował do Stanów Zjednoczonych.

## Filmografia

### Filmy pełnometrażowe
| Rok  | Tytuł                                             | Rola                 | Komentarz                                     |
| ---- | ------------------------------------------------- | -------------------- | --------------------------------------------- |
| 2000 | X-Men                                             | Asystent producenta  |                                               |
| 2002 | Spider-Man                                        | Asystent producenta  |                                               |
| 2003 | Daredevil                                         | Współproducent       |                                               |
| 2003 | X2                                                | Współproducent       |                                               |
| 2003 | Hulk                                              | Producent wykonawczy |                                               |
| 2004 | The Punisher                                      | Producent wykonawczy |                                               |
| 2004 | Spider-Man 2                                      | Producent wykonawczy |                                               |
| 2004 | Blade: Mroczna trójca                             | Współproducent       |                                               |
| 2005 | Elektra                                           | Współproducent       |                                               |
| 2005 | Man-Thing                                         | Producent wykonawczy |                                               |
| 2005 | Fantastyczna Czwórka                              | Producent wykonawczy |                                               |
| 2006 | X-Men: Ostatni bastion                            | Producent wykonawczy |                                               |
| 2007 | Spider-Man 3                                      | Producent wykonawczy |                                               |
| 2007 | Fantastyczna Czwórka: Narodziny Srebrnego Surfera | Producent wykonawczy |                                               |
| 2008 | Iron Man                                          | Producent            | Współproducent z Avi Arad                     |
| 2008 | Incredible Hulk                                   | Producent            | Współproducent z Avim Aradem i Gale Anne Hurd |
| 2008 | Next Avengers: Heroes of Tomorrow                 | Producent wykonawczy |                                               |
| 2008 | Punisher: Strefa wojny                            | Producent wykonawczy |                                               |
| 2009 | Hulk Versus                                       | Producent wykonawczy |                                               |
| 2010 | Iron Man 2                                        | Producent            |                                               |
| 2011 | Thor                                              | Producent            |                                               |
| 2011 | Thor: Tales of Asgard                             | Producent wykonawczy |                                               |
| 2011 | Kapitan Ameryka: Pierwsze starcie                 | Producent            |                                               |
| 2012 | Avengers                                          | Producent            |                                               |
| 2012 | Niesamowity Spider-Man                            | Producent wykonawczy |                                               |
| 2013 | Iron Man 3                                        | Producent            |                                               |
| 2013 | Thor: Mroczny świat                               | Producent            |                                               |
| 2014 | Kapitan Ameryka: Zimowy żołnierz                  | Producent            |                                               |
| 2014 | Strażnicy Galaktyki                               | Producent            |                                               |
| 2015 | Avengers: Czas Ultrona                            | Producent            |                                               |
| 2015 | Ant-Man                                           | Producent            |                                               |
| 2016 | Kapitan Ameryka: Wojna bohaterów                  | Producent            |                                               |
| 2016 | Doktor Strange                                    | Producent            |                                               |
| 2017 | Strażnicy Galaktyki vol. 2                        | Producent            |                                               |
| 2017 | Spider-Man: Homecoming                            | Producent            | współproducent z Amy Pascal                   |
| 2017 | Thor: Ragnarok                                    | Producent            |                                               |
| 2018 | Czarna Pantera                                    | Producent            |                                               |
| 2018 | Avengers: Wojna bez granic                        | Producent            |                                               |
| 2018 | Ant-Man i Osa                                     | Producent            | współproducent ze Stephenem Broussardem       |
| 2019 | Kapitan Marvel                                    | Producent            |                                               |
| 2019 | Avengers: Koniec gry                              | Producent            |                                               |
| 2019 | Spider-Man: Daleko od domu                        | Producent            | współproducent z Amy Pascal                   |
| 2021 | Czarna Wdowa                                      | Producent            |                                               |
| 2021 | Shang-Chi i legenda dziesięciu pierścieni         | Producent            |                                               |
| 2021 | Eternals                                          | Producent            |                                               |
| 2021 | Spider-Man: Bez drogi do domu                     | Producent            | współproducent z Amy Pascal                   |
| 2022 | Doktor Strange w multiwersum obłędu               | Producent            |                                               |
| 2022 | Thor: Miłość i grom                               | Producent            |                                               |
| 2022 | Czarna Pantera: Wakanda w moim sercu              | Producent            |                                               |
| 2023 | Ant-Man i Osa: Kwantomania                        | Producent            |                                               |
| 2023 | Strażnicy Galaktyki vol. 3                        | Producent            |                                               |
| 2023 | Marvels                                           | Producent            |                                               |

### Telewizja
| Lata      | Tytuł                        | Rola                 | Komentarz                           |
| --------- | ---------------------------- | -------------------- | ----------------------------------- |
| 2008–2012 | Iron Man: Armored Adventures | Producent wykonawczy | 52 odcinki                          |
| 2009      | Wolverine and the X-Men      | Producent wykonawczy | 26 odcinków                         |
| 2015–2016 | Agentka Carter               | Producent wykonawczy | 18 odcinków                         |
| 2021–     | Legendy Marvela              | Producent wykonawczy | dokumentalny                        |
| 2021–     | Assembled                    | Producent wykonawczy | dokumentalny                        |
| 2021–     | Loki                         | Producent wykonawczy | 6 odcinków, zamówiony 2. sezon      |
| 2021–     | A gdyby…?                    | Producent wykonawczy | 9 odcinków, zamówiony 2. i 3. sezon |
| 2021      | WandaVision                  | Producent wykonawczy | 9 odcinków                          |
| 2021      | Falcon i Zimowy Żołnierz     | Producent wykonawczy | 6 odcinków                          |
| 2021      | Hawkeye                      | Producent wykonawczy | 6 odcinków                          |
| 2022      | Moon Knight                  | Producent wykonawczy | 6 odcinków                          |
| 2022      | Ms. Marvel                   | Producent wykonawczy | 6 odcinków                          |
| 2022      | Ja jestem Groot              | Producent wykonawczy | 5 odcinków, zamówiony 2. sezon      |
| 2022      | Mecenas She-Hulk             | Producent wykonawczy | 9 odcinków                          |
| 2023      | Tajna inwazja                | Producent wykonawczy | postprodukcja                       |
| 2023      | Echo                         | Producent wykonawczy | postprodukcja                       |

### Filmy krótkometrażowe
| Rok  | Tytuł                                        | Rola      | Komentarz |
| ---- | -------------------------------------------- | --------- | --------- |
| 2011 | Konsultant                                   | Producent |           |
| 2011 | Ciekawa rzecz spotkała nas przy młocie Thora | Producent |           |
| 2012 | Przedmiot 47                                 | Producent |           |
| 2013 | Agentka Carter                               | Producent |           |
| 2014 | Niech żyje król                              | Producent |           |
| 2016 | Team Thor                                    | Producent |           |
| 2017 | Team Thor: Part 2                            | Producent |           |
| 2018 | Team Darryl                                  | Producent |           |